# Clark Hunt
Clark Knobel Hunt, né le 19 février 1965, est un milliardaire et homme d'affaires américain, président-directeur général des Chiefs de Kansas City, franchise de la Ligue nationale de football. Il est également le fondateur, investisseur et propriétaire fondateur de la Major League Soccer.
Président du Hunt Sports Group, il supervise les opérations des Chiefs, du FC Dallas et, auparavant, du Crew de Columbus de la MLS.
Fils du fondateur des Chiefs, Lamar Hunt, et de sa deuxième épouse Norma Hunt (en), il est également le petit-fils du magnat du pétrole H. L. Hunt. En 2023, sa fortune nette est estimée à 2 milliards de dollars.
Après le décès de son père en 2006, Hunt, sa mère et ses frères et sœurs héritent légalement de la franchise des Chiefs. Néanoins, en tant que président-directeur général, Clark est le visage public du groupe et le chef d'exploitation de la franchise,. Il représente ainsi les Chiefs lors de chaque réunion des propriétaires de la ligue. Avant le décès de sa mère en 2023, Hunt détenait une part de 20,5 % de la franchise.
Sous la direction de Hunt, les Chiefs ont participé onze fois aux séries éliminatoires de la NFL, ont remporté neuf fois l'AFC Ouest (dont huit consécutivement) et trois Super Bowls en quatre participation.